# Haydneum

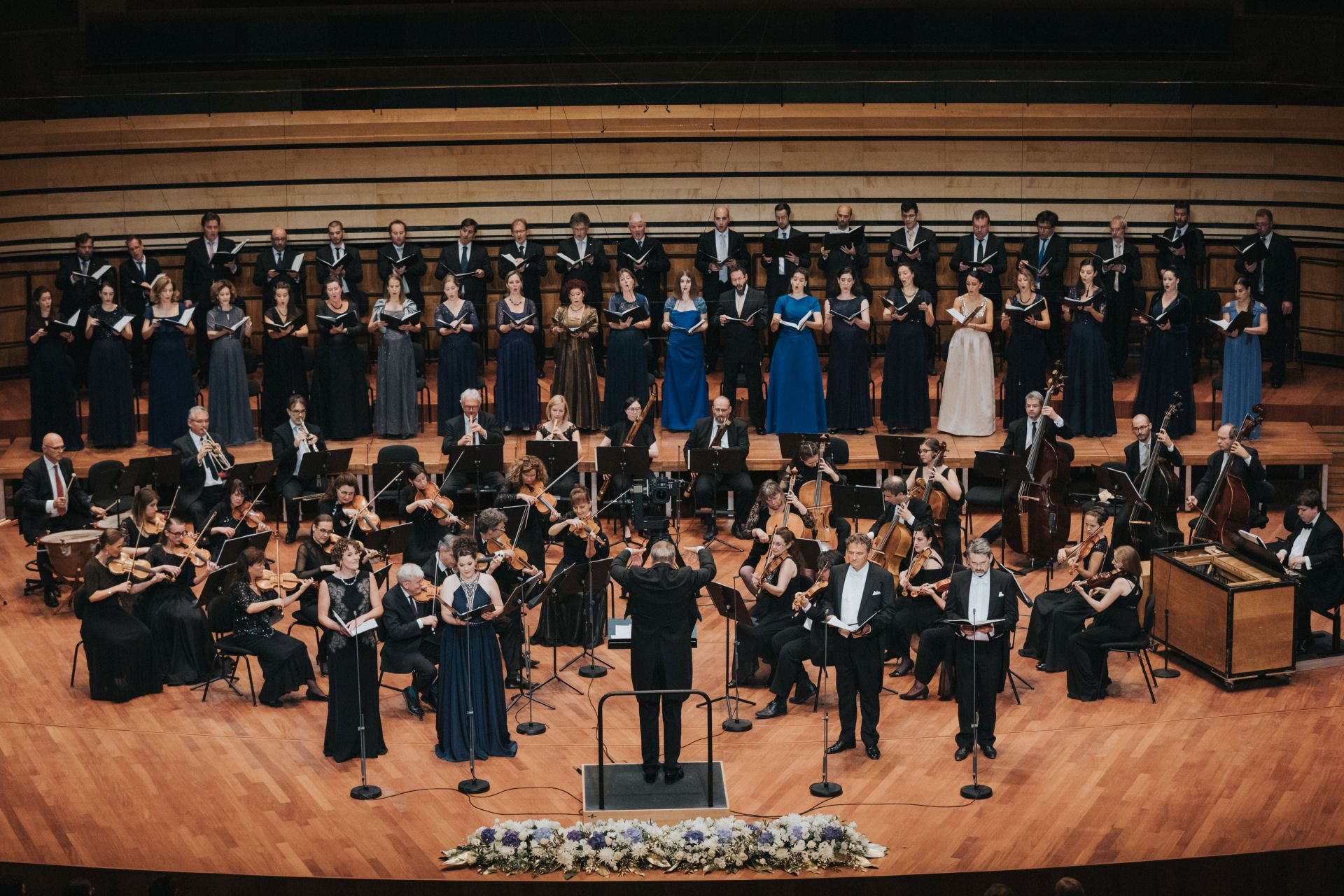
Der Purcell Choir und das Orfeo Orchestra beim Haydneum Opening Festival, Budapest, Okt. 2021.

Das Haydneum – Stiftung Ungarisches Zentrum für Alte Musik (ungarisch Haydneum – Magyar Régizenei Központ Alapítvány) ist eine musikwissenschaftliche Institution in Ungarn, die sich der Erforschung und Pflege Alter Musik widmet.
Im Fokus stehen Musiker, die im Zeitraum von etwa 1630 bis 1830 – vom Barock über die Wiener Klassik bis zur Frühromantik – im Gebiet des heutigen Ungarn geboren wurden oder gelebt haben, also Vorgänger, Zeitgenossen und Nachfolger des namengebenden Joseph Haydn, der lange als Hofkomponist des Hauses Esterházy gewirkt hat.
Die Stiftung Haydneum soll unter anderem Archive auswerten und ein eigenes Archiv aufbauen. Die Forschung stützt sich dabei insbesondere auf den Esterházy-Nachlass in der Széchényi-Nationalbibliothek, aber auch auf große Kirchenmusiksammlungen wie das Archiv der Erzbischöflichen Bibliothek von Veszprém, weshalb das Haydneum dort auch ein Büro vor Ort bekommen soll. Es soll des Weiteren Bildungsveranstaltungen organisieren, wissenschaftliche Publikationen herausgeben, Konzerte alter Musik veranstalten und unterstützen, Aufführungen aufzeichnen und Notendrucke veröffentlichen. Zudem soll es Wettbewerbe, Meisterkurse und Stipendien für junge Künstler geben und Instrumente für Alte Musik gekauft, gebaut und restauriert werden.
Hierzu stattete der ungarische Staat die Stiftung 2022 mit einem Etat von umgerechnet vier Millionen Euro aus. Ab 2022 ist geplant, fast anderthalb Milliarden Forint jährlich für den Betrieb der Stiftung auszugeben.
Das Haydneum wurde auf Initiative des Dirigenten György Vashegyi, Präsident der Ungarischen Akademie der Künste, gegründet und am 4. Oktober 2021 mit einem Musikfestival eröffnet. Sitz der Stiftung ist Budapest. Künstlerischer Leiter des Haydneums ist der französische Musikwissenschaftler Benoît Dratwicki, der auch das Centre de musique baroque de Versailles leitet und an der Gründung des Palazzetto Bru Zane – Centre de musique romantique française (Zentrum für französische Musik der Romantik) in Venedig beteiligt war.